# Saint-Jean-du-Doigt
Saint-Jean-du-Doigt (bretonisch Sant-Yann-ar-Biz) ist eine französische Gemeinde im Norden der Bretagne im Département Finistère mit 683 Einwohnern (Stand 1. Januar 2022). Seinen Namen erhielt der Ort durch den als Reliquie in der dortigen Kirche aufbewahrten angeblichen Zeigefinger des bretonischen Heiligen Saint Yann. Angeblich besitzen die Knochen Johannes des Täufers, dessen Schrein sich in der Omayadden-Moschee in Damaskus befindet, die Fähigkeit Augenleiden zu heilen. Daher reist 1505 Anne de Bretagne (1477–1514) hierher, um für die Heilung des Augenleiden ihres dritten Gemahls Ludwig XII. zu beten. Heute wird das Pardon am 24.06. mit einem Tanzfest und einem riesigen Feuer gefeiert.

## Lage
Der Ort befindet sich an der Atlantikküste am Ärmelkanal. Morlaix liegt 13 Kilometer südlich, Brest 64 Kilometer südwestlich und Paris etwa 450 Kilometer östlich.

## Verkehr
Bei Morlaix befindet sich die nächste Abfahrt an der Schnellstraße E 50 (Brest-Rennes) und ein Regionalbahnhof an der überwiegend parallel verlaufenden Bahnlinie.

## Bevölkerungsentwicklung
| Jahr                       | 1962 | 1968 | 1975 | 1982 | 1990 | 1999 | 2010 | 2017 |
| Einwohner                  | 865  | 818  | 688  | 656  | 661  | 628  | 617  | 641  |
| Quellen: Cassini und INSEE |      |      |      |      |      |      |      |      |

## Sehenswürdigkeiten

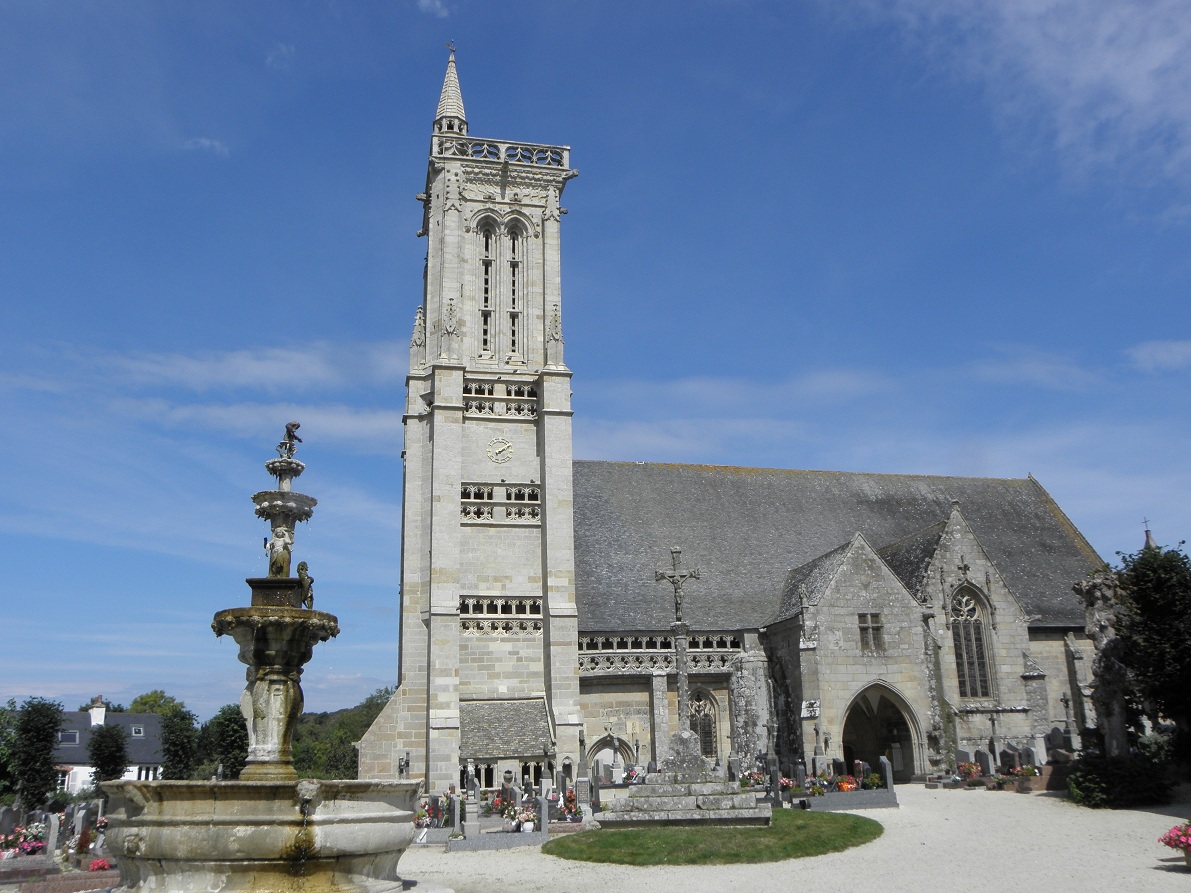
Kirche Saint-Jean-du-Doigt
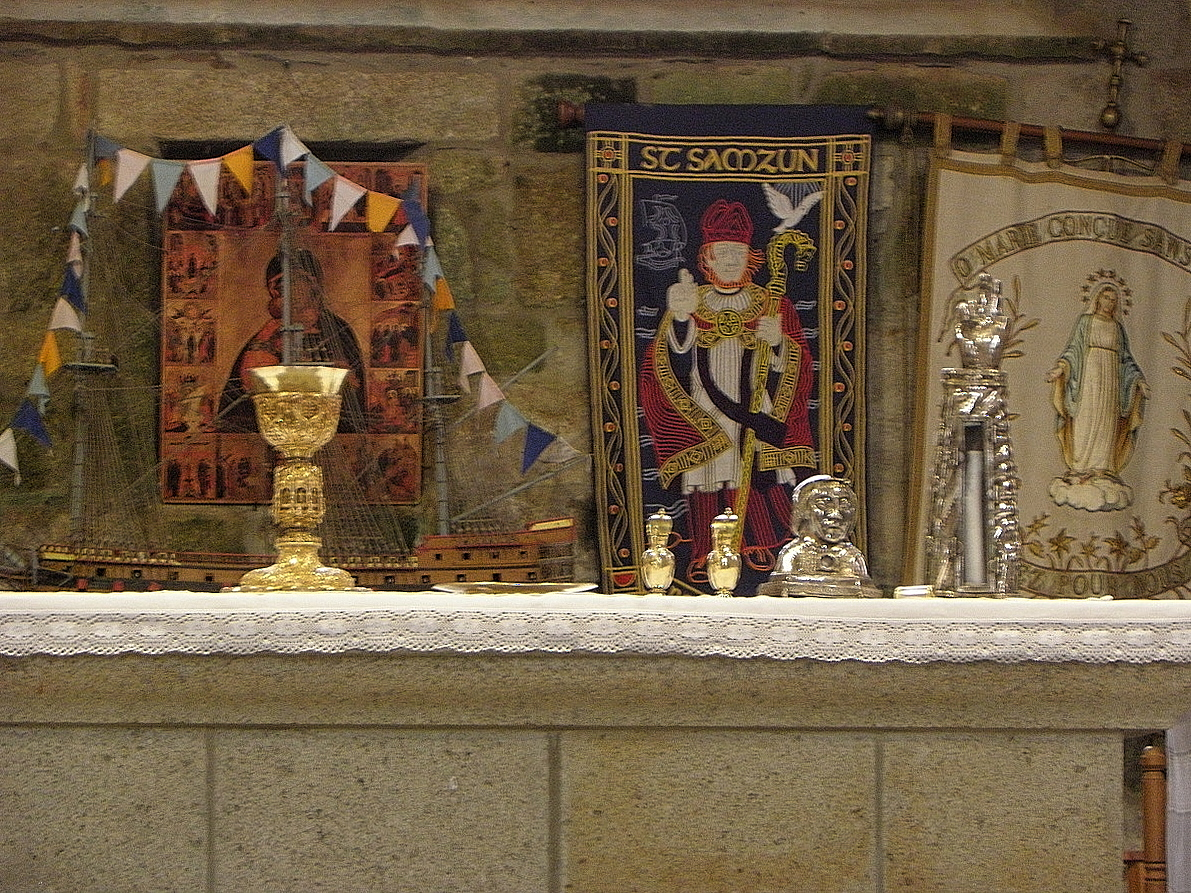
Die Reliquien der Kirche Saint-Jean-du-Doigt, gezeigt am 24. Juni 2012
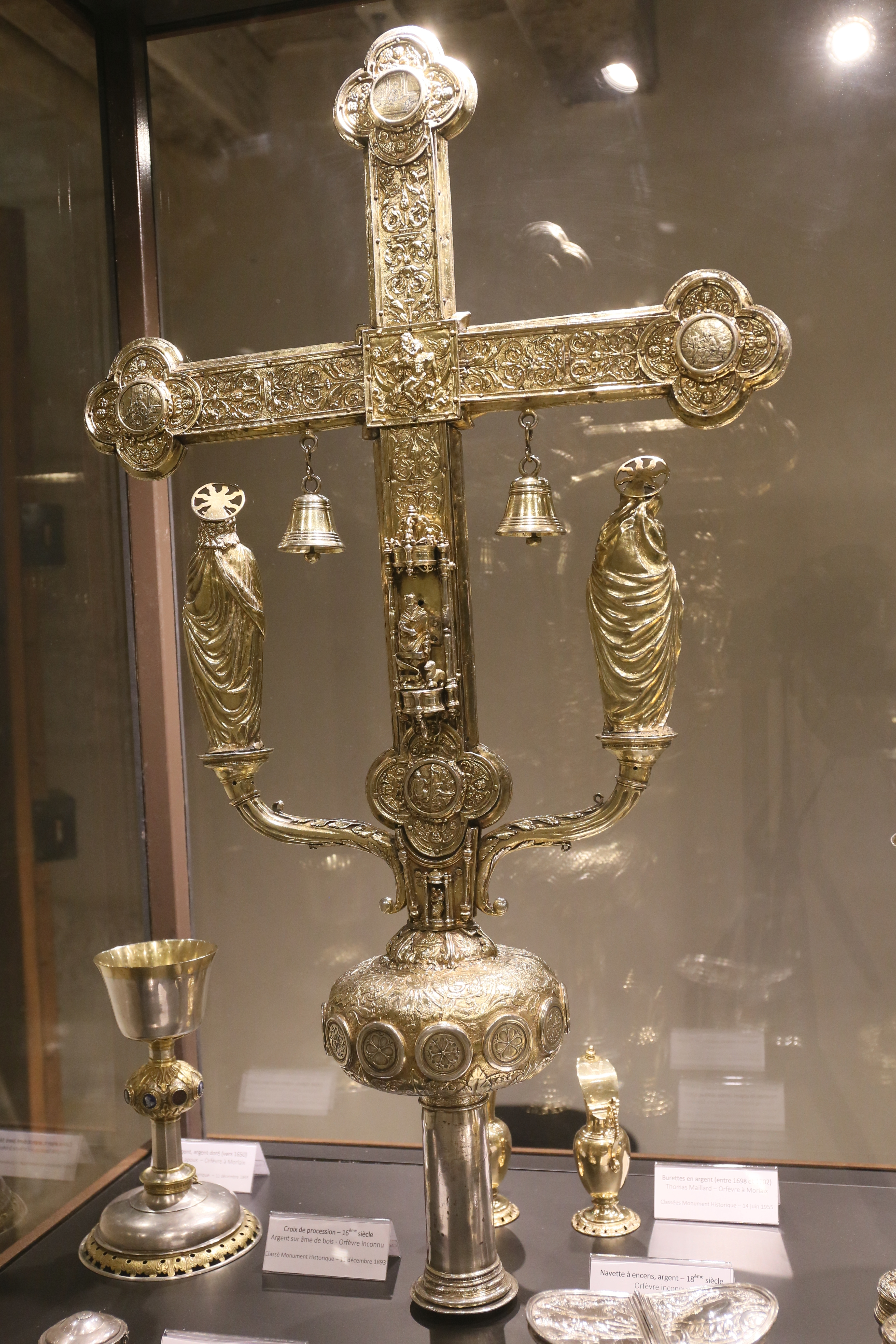
Processionskreuz

Siehe auch: Liste der Monuments historiques in Saint-Jean-du-Doigt

## Persönlichkeiten
- François Tanguy-Prigent (1909–1970), Politiker